# بودلزدورف
شهر بودلزدورف در ایالت اشلسویگ-هل‌اشتاین در کشور آلمان واقع شده است.